# Exochus brutus
Exochus brutus là một loài tò vò trong họ Ichneumonidae.